# Štefan Chrappa
Štefan Chrappa, známý též pod pseudonymem Pišta Vandal (* 1. září 1979 Jur pri Bratislave) je slovenský spisovatel, básník a náboženský redaktor Slovenského rozhlasu. Hraje na kytaru a zpívá v metalových kapelách Čad a Vandali.

## Život
Od roku 1994 (tedy od svých 14 let) hraje v kapele Čad, která od té doby vydala již 13 alb.
Vystudoval polonistiku. Pracoval jako odborný asistent na Univerzitě Komenského v Bratislavě, vyučoval literaturu na filozofické fakultě. Poté začal pracovat jako náboženský redaktor ve Slovenském rozhlase.
Píše knihy pro děti, cestopisy, povídky a romány. Založil vlastní vydavatelství Limerick.
Je ženatý, má jednu dceru.

## Dílo
- Pišta Vandal, Matúš Zajac: Bezdomovec z povolania. Kniha rozhovorů s Antonem Srholcem, Limerick 2015
- Štefan Chrappa: Skutočný človek. Fascinujúci životný príbeh saleziána Karola Nižňanského, misionára v Indii, Limerick 2011

### Básnické sbírky
- Útecha (1998)
- Anjeli nevedia spievať (1999)
- Na obojku (2001)
- Chudoba psy mrzáci (2006)